# IN Девы
IN Девы (лат. IN Virginis), HD 116544 — двойная звезда в созвездии Девы на расстоянии приблизительно 438 световых лет (около 134 парсек) от Солнца. Визуальная звёздная величина звезды — от +9,39m до +9,24m.
Открыта проектом EXOSAT в 1991 году*.

## Характеристики
Первый компонент — оранжевая эруптивная переменная звезда типа RS Гончих Псов (RS) спектрального класса K2III, или K2IV, или K2-3IV, или K4IV, или K5. Масса — около 1,498 солнечной, радиус — около 4,428 солнечного, светимость — около 5,623 солнечной. Эффективная температура — около 4438 K.
Второй компонент — жёлтый карлик спектрального класса G5-K0V, или G8V. Орбитальный период — около 8,1895 суток.

## Планетная система
В 2019 году учёными, анализирующими данные проектов Hipparcos и Gaia, у звезды обнаружена планета HIP 65411 b.